# Tryckare (dans)

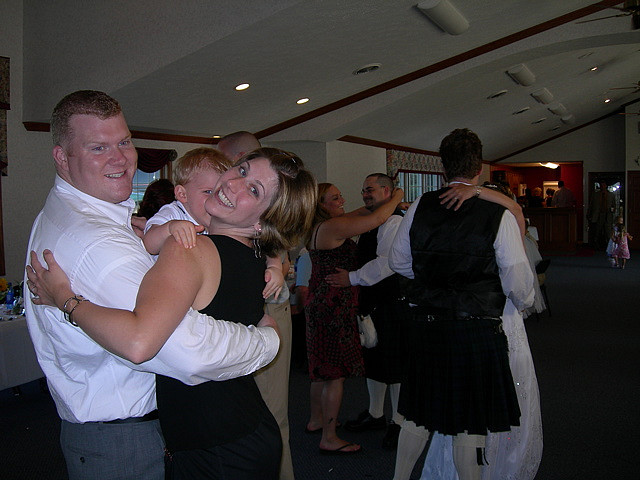
Tryckare, utfört 2006 i USA i samband med ett bröllop.

Tryckare är en typ av pardans som består av långsamma rörelser under intim omfamning. Tryckare dansas framför allt till lugna ballader och är ursprungligen en variant av foxtrot. Ordet tryckare uppkom troligen under 1950-talet.
Dansen har minskat i popularitet sedan slutet av 1980-talet på grund av att annan, snabbare musik börjat spelas på klubbarna. Med början i technomusiken har närheten i dansandet istället bytts ut mot att dansa mot en DJ än att dansa i par.